# مسجد التقوى (جويا)
مسجد التقوى - بجويا. ضمن سلسلة مشاريع يقوم بها أصحاب الأيادي البيضاء من أهالي جويا، يصار حالياً إلى بناء مسجد التقوى في جويـّـا في منطقة الصيّاح (بجانب مرقد النبي الصيّاح) وقد أوشك على الانتهاء حيث الذي يعتبر من أضخم المساجد في لبنان، وذلك من حيث مساحته وارتفاع مآذنه الأربعة.

## مواصفاته
- مساحته: 7000 متراً مربعاً.
- عدد المآذن: 4 مآذن.
- ارتفاع المأذنة: 60 متراً.
- عدد الطبقات: 3 طبقات فوق الأرض وطبقة تحت الأرض.
- عدد المصلين: يتسع لعشرة آلاف مصلٍ دفعة واحدة.

## محتواه
يضم بالإضافة إلى مكان الصلاة التالي:، 
- 3 قاعات للدراسة والأبحاث الدينية.
- مكتبة إسلامية، وذلك يشكل عامل تطور في التربية الدينية الثقافية للمجتمع.
- قاعة مخصصة للمؤتمرات الإسلامية والدينية.
- سيكون معلماً سياحياً في جويا ولبنان بما يعرف بالسياحة الدينية.
- طابق سفلي يضم مرآب للسيارات (موقف للسيارات).
- حديقة كبيرة من الأشجار والزهور.